# 水海道郵便局
水海道郵便局（みつかいどうゆうびんきょく）は茨城県常総市水海道諏訪町字八幡東にある郵便局。民営化前の分類では集配普通郵便局であった。

## 概要
住所：〒303-8799 茨城県常総市水海道諏訪町字八幡東3220番地2

## 沿革
- 1872年8月4日（明治5年7月1日） - 水海道郵便取扱所として結城郡水海道村に開設[1]。
- 1875年（明治8年）1月1日 - 水海道郵便局（五等）となる。
- 1876年（明治9年） - 為替取扱を開始。
- 1878年（明治11年） - 貯金取扱を開始。
- 1894年（明治27年）3月16日 - 水海道郵便電信局となる。
- 1903年（明治36年）4月1日 - 通信官署官制の施行に伴い水海道郵便局となる。
- 1950年（昭和25年）10月1日 - 特定郵便局から普通郵便局に局種別改定[2]。
- 1950年（昭和25年）11月16日 - 電気通信業務の取扱を、新設の水海道電報電話局に移管[3]。
- 1959年（昭和34年）2月28日 - 菅生郵便局から電話交換事務の取扱を移管。
- 1989年（平成元年）9月25日 - 小絹郵便局から集配業務の一部[4]を移管。
- 2000年（平成12年）8月14日 - 外国通貨の両替および旅行小切手の売買に関する業務取扱を開始。
- 2007年（平成19年）10月1日 - 民営化に伴い、併設された郵便事業水海道支店に一部業務を移管。
- 2012年（平成24年）10月1日 - 日本郵便株式会社発足に伴い、郵便事業水海道支店を水海道郵便局に統合。

## 取扱内容
- 郵便、印紙、ゆうパック、内容証明
- 貯金、為替、振替、振込、国際送金、国債、投資信託
- 生命保険、バイク自賠責保険、自動車保険
- ゆうちょ銀行ATM
- 常総市内の一部地域の集配業務
- ゆうゆう窓口

## 風景印
- 図案は『鬼怒川の豊水橋』・『釣り人』・『筑波山』
- 使用開始日は1980年（昭和55年）7月23日

## 周辺
- 常総市役所
- 常総市民会館
- きぬ医師会病院
- 茨城県立水海道第二高等学校
- 国道294号
- 鬼怒川

## アクセス
- 関東鉄道常総線 水海道駅から徒歩約12分
- 関鉄バス 市役所前停留所下車
- 常磐自動車道 谷和原ICから北へ約6km、谷田部ICから西へ約10km
- 国道354号沿い
- 駐車場あり：15台